# Zheng Pengbo
Zheng Pengbo (chiń. 鄭鵬波, ur. 8 grudnia 2008) – chiński skoczek narciarski. Uczestnik mistrzostw świata (2025) oraz igrzysk olimpijskich młodzieży (2024).
W grudniu 2023 zadebiutował w FIS Cupie, plasując się na 57. i 63. pozycji zawodów w Kanderstegu. Wystartował na Zimowych Igrzyskach Olimpijskich Młodzieży 2024 w Pjongczangu, na których zajął 29. miejsce indywidualnie oraz 12. lokatę w konkursie drużyn mieszanych.
W marcu 2025 wystartował na Mistrzostwach Świata w Narciarstwie Klasycznym 2025 w Trondheim. Odpadł w kwalifikacjach do obu konkursów indywidualnych oraz zajął z reprezentacją Chin 11. (ostatnie) miejsce w rywalizacji drużynowej mężczyzn.

## Mistrzostwa świata

### Indywidualnie
| 2025 Trondheim | – | nie zakwalifikował się (K-94), nie zakwalifikował się (K-124) |

### Drużynowo
| 2025 Trondheim | – | 11. miejsce (K-124) |

### Starty Zhenga Pengbo na mistrzostwach świata – szczegółowo
| Miejsce | Dzień   | Rok  | Miejscowość | Skocznia | Punkt K | HS     | Konkurs  | Skok 1 | Skok 2 | Nota                 | Strata                  | Zwycięzca               |
| ------- | ------- | ---- | ----------- | -------- | ------- | ------ | -------- | ------ | ------ | -------------------- | ----------------------- | ----------------------- |
| NQ      | 2 marca | 2025 | Trondheim   | Granåsen | K-94    | HS-102 | indywid. | 78,5 m | 78,5 m | 68,2 pkt             | Nie zakwalifikował się. | Nie zakwalifikował się. |
| 11.     | 6 marca | 2025 | Trondheim   | Granåsen | K-124   | HS-138 | druż.    | 76,0 m | –      | 195,6 pkt (24,5 pkt) | 885,2 pkt               | Słowenia                |
| NQ      | 8 marca | 2025 | Trondheim   | Granåsen | K-124   | HS-138 | indywid. | 85,5 m | 85,5 m | 30,7 pkt             | Nie zakwalifikował się. | Nie zakwalifikował się. |

## Igrzyska olimpijskie młodzieży

### Indywidualnie
| 2024 Gangwon/Pjongczang | – | 29. miejsce |

### Drużynowo
| 2024 Gangwon/Pjongczang | – | 12. miejsce (drużyna mieszana) |

### Starty Zhenga Pengbo na igrzyskach olimpijskich młodzieży – szczegółowo
| Miejsce | Dzień       | Rok  | Miejscowość | Skocznia              | Punkt K | HS     | Konkurs      | Skok 1 | Skok 2 | Nota                  | Strata    | Zwycięzca       |
| ------- | ----------- | ---- | ----------- | --------------------- | ------- | ------ | ------------ | ------ | ------ | --------------------- | --------- | --------------- |
| 29.     | 20 stycznia | 2024 | Pjongczang  | Alpensia Jumping Park | K-98    | HS-109 | indywid.     | 90,5 m | 76,5 m | 127,9 pkt             | 86,1 pkt  | Ilja Miziernych |
| 12.     | 21 stycznia | 2024 | Pjongczang  | Alpensia Jumping Park | K-98    | HS-109 | druż. miesz. | 85,5 m | 91,0 m | 543,2 pkt (160,0 pkt) | 350,5 pkt | Słowenia        |

## FIS Cup

### Miejsca w poszczególnych konkursachFIS Cupu
stan po zakończeniu sezonu 2024/2025
| Źródło                                                                        | Źródło             | Źródło           | Źródło           | Źródło        | Źródło        | Źródło      | Źródło      | Źródło           | Źródło           | Źródło           | Źródło           | Źródło      | Źródło      | Źródło        | Źródło           | Źródło        | Źródło        | Źródło         | Źródło         | Źródło        | Źródło        | Źródło         | Źródło         | Źródło        | Źródło        | Źródło         | Źródło         | Źródło | Źródło | Źródło | Źródło | Źródło | Źródło | Źródło | Źródło | Źródło | Źródło | Źródło | Źródło |
| ----------------------------------------------------------------------------- | ------------------ | ---------------- | ---------------- | ------------- | ------------- | ----------- | ----------- | ---------------- | ---------------- | ---------------- | ---------------- | ----------- | ----------- | ------------- | ---------------- | ------------- | ------------- | -------------- | -------------- | ------------- | ------------- | -------------- | -------------- | ------------- | ------------- | -------------- | -------------- | ------ | ------ | ------ | ------ | ------ | ------ | ------ | ------ | ------ | ------ | ------ | ------ |
| Sezon 2023/2024                                                               |                    |                  |                  |               |               |             |             |                  |                  |                  |                  |             |             |               |                  |               |               |                |                |               |               |                |                |               |               |                |                |        |        |        |        |        |        |        |        |        |        |        |        |
| Szczyrk HS104                                                                 | Szczyrk HS104      | Einsiedeln HS117 | Einsiedeln HS117 | Villach HS98  | Villach HS98  | Râșnov HS97 | Râșnov HS97 | Kandersteg HS106 | Kandersteg HS106 | Notodden HS98    | Notodden HS98    | Falun HS100 | Falun HS100 | Szczyrk HS104 | Szczyrk HS104    | Oberhof HS100 | Oberhof HS100 | Zakopane HS140 | Zakopane HS140 | punkty        | punkty        | punkty         | punkty         | punkty        | punkty        | punkty         | punkty         | punkty | punkty | punkty | punkty | punkty | punkty | punkty | punkty | punkty | punkty | punkty |        |
| -                                                                             | -                  | -                | -                | -             | -             | -           | -           | 57               | 63               | 54               | 61               | -           | -           | -             | -                | -             | -             | -              | -              | 0             | 0             | 0              | 0              | 0             | 0             | 0              | 0              | 0      | 0      | 0      | 0      | 0      | 0      | 0      | 0      | 0      | 0      | 0      |        |
| Sezon 2024/2025                                                               |                    |                  |                  |               |               |             |             |                  |                  |                  |                  |             |             |               |                  |               |               |                |                |               |               |                |                |               |               |                |                |        |        |        |        |        |        |        |        |        |        |        |        |
| Hinterzarten HS109                                                            | Hinterzarten HS109 | Frenštát HS106   | Frenštát HS106   | Szczyrk HS104 | Szczyrk HS104 | Kranj HS109 | Kranj HS109 | Villach HS98     | Villach HS98     | Einsiedeln HS117 | Einsiedeln HS117 | Otepää HS97 | Otepää HS97 | Otepää HS97   | Kandersteg HS106 | Notodden HS98 | Notodden HS98 | Falun HS100    | Falun HS100    | Szczyrk HS104 | Szczyrk HS104 | Eisenerz HS109 | Eisenerz HS109 | Oberhof HS100 | Oberhof HS100 | Zakopane HS140 | Zakopane HS140 | punkty |        |        |        |        |        |        |        |        |        |        |        |
| 79                                                                            | 68                 | -                | -                | -             | -             | -           | -           | -                | -                | -                | -                | 50          | 50          | 42            | -                | -             | -             | 49             | 41             | -             | -             | 52             | 51             | -             | -             | -              | -              | 0      |        |        |        |        |        |        |        |        |        |        |        |
| Legenda                                                                       |                    |                  |                  |               |               |             |             |                  |                  |                  |                  |             |             |               |                  |               |               |                |                |               |               |                |                |               |               |                |                |        |        |        |        |        |        |        |        |        |        |        |        |
| 1 2 3 4-10 11-30 poniżej 30 dq – dyskwalifikacja - − zawodnik nie wystartował |                    |                  |                  |               |               |             |             |                  |                  |                  |                  |             |             |               |                  |               |               |                |                |               |               |                |                |               |               |                |                |        |        |        |        |        |        |        |        |        |        |        |        |